# Courcy-aux-Loges
Courcy-aux-Loges település Franciaországban, Loiret megyében. Lakosainak száma 453 fő (2022. január 1.). Courcy-aux-Loges Mareau-aux-Bois, Chilleurs-aux-Bois, Ingrannes és Vrigny községekkel határos.

## Népesség
A település népességének változása:
| Lakosok száma | 227  | 284  | 333  | 411  | 424  | 429  | 442  | 451  | 452  | 453  |
|               | 1968 | 1982 | 1990 | 2006 | 2013 | 2015 | 2017 | 2019 | 2020 | 2022 |